# Bóng lưới
Bóng lưới, trước đây còn gọi là bóng rổ nữ, là một môn thể thao chơi bóng giữa hai đội, mỗi đội bảy cầu thủ. Bóng lưới phổ biến nhất tại nhiều quốc gia Khối thịnh vượng chung, đặc biệt là trong các trường học, nữ giới chơi là chủ yếu. Theo Liên đoàn Bóng lưới Quốc tế (International Netball Federation, viết tắt INF), có hơn 20 triệu người chơi bóng lưới tại hơn 80 quốc gia. Các giải đấu nội địa lớn có thể kể đến Netball Superleague ở Anh, Suncorp Super Netball ở Úc và ANZ Premiership tại New Zealand. Bốn giải đấu quốc tế lớn là: Giải vô địch bóng lưới thế giới (World Netball Championships), Đại hội thể thao Khối Thịnh vượng chung (Commonwealth Games) tổ chức bốn năm một lần và Quad Series, Fast5 Series diễn ra hàng năm. Năm 1995, bóng lưới trở thành môn thể thao được Ủy ban Olympic quốc tế công nhận nhưng không phải là môn thi đấu tại Thế vận hội.
Sân chơi bóng lưới có hình chữ nhật, mỗi đầu sân đặt rổ ở trên cao. Mỗi đội cố gắng ghi bàn bằng cách chuyền bóng trên sân và ném bóng vào rổ đối phương. Mỗi người chơi được chỉ định vị trí cụ thể theo vai trò trong đội hình và chỉ được di chuyển hạn chế trong khu vực nhất định trên sân. Trong các trận đấu thông thường, mỗi vận động viên chỉ được cầm bóng trong vòng 3 giây trước khi chuyền bóng hoặc ghi bàn. Đội nào ghi được nhiều bàn thắng hơn trong vòng 60 phút sẽ giành chiến thắng. Có các biến thể khác được đưa vào môn bóng lưới để tăng nhịp độ trận đấu và thu hút khán giả rộng rãi hơn.
Môn bóng lưới bắt nguồn từ các hình thức sơ khai của bóng rổ khoảng thập niên 1890 ở Anh. Đến năm 1960, luật chơi quốc tế được chuẩn hóa và Liên đoàn Bóng lưới và Bóng rổ nữ Quốc tế (sau đổi tên thành Liên đoàn Bóng lưới Quốc tế (INF)) được thành lập. Tính đến năm 2020, INF có hơn 70 đội tuyển quốc gia được tổ chức thành năm khu vực trên toàn cầu.
Bóng lưới có tên tiếng Anh là netball, tên tiếng Trung là 籃網球, Hán-Việt: lam võng cầu - dịch nghĩa: bóng rổ lưới.

## Lịch sử
Bóng lưới xuất hiện từ các hình thức sơ khai của bóng rổ và phát triển thành môn thể thao riêng khi số lượng người chơi nữ gia tăng. Bóng rổ được James Naismith phát minh vào năm 1891 ở Hoa Kỳ. Trò này ban đầu được chơi trong nhà giữa hai đội, mỗi bên có chín người, lấy một trái bóng đá ném vào giỏ đào kín đáy. Trò chơi của Naismith nhanh chóng lan rộng khắp Hoa Kỳ và các biến thể của luật chơi đã sớm xuất hiện. Giáo viên giáo dục thể chất Senda Berenson phát triển các luật chơi sửa đổi cho phụ nữ vào năm 1892; cuối cùng đã sinh ra bóng rổ nữ. Trong khoảng thời gian này, các luật chơi giữa các trường đại học khác nhau được phát triển cho cả nam và nữ.
Martina Bergman-Österberg giới thiệu một loại hình bóng rổ vào năm 1893 cho các nữ sinh viên của mình tại Trường Cao đẳng Thể dục ở Hampstead, Luân Đôn. Luật chơi trong trường đã được sửa đổi: sân chơi chuyển ra ngoài trời và chơi trên sân cỏ; giỏ được thay thế bằng các vòng có lưới. Sau đó vào năm 1897 và 1899, luật chơi được tiếp tục bổ sung từ môn bóng rổ nữ của Hoa Kỳ. Môn thể thao mới của Österberg được đặt tên là netball - "bóng lưới". Luật chơi bóng lưới đầu tiên đề mục hóa do Hiệp hội Ling (về sau là Hiệp hội Giáo dục Thể chất Vương quốc Anh) xuất bản vào năm 1901. Bóng lưới từ Anh lan sang các nước khác thuộc Đế quốc Anh. Luật chơi được biến đổi và thậm chí tên của môn thể thao này cũng khác biệt ở những nơi khác nhau: "bóng rổ (ngoài trời) nữ" đến Úc vào khoảng năm 1900 và New Zealand từ năm 1906, trong khi "bóng lưới" được chơi trong các trường học ở Jamaica từ năm 1909.

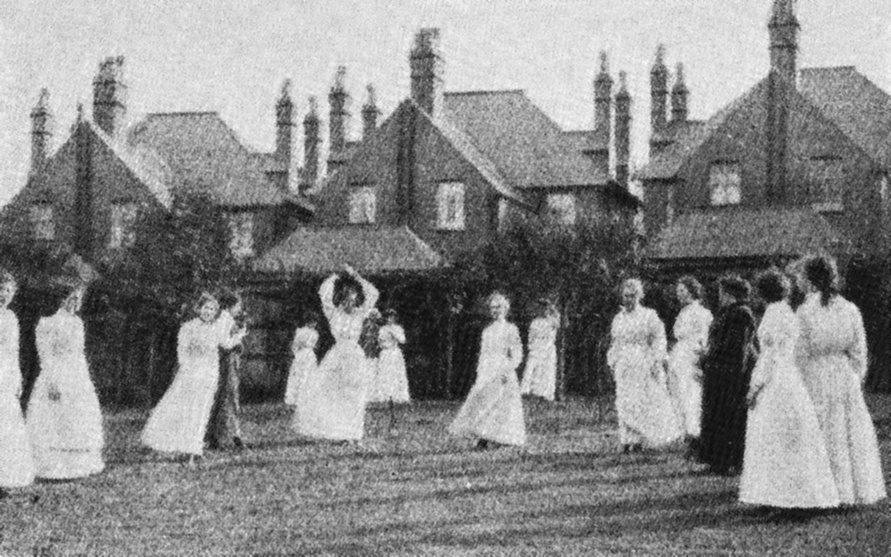
Phụ nữ ở Anh chơi bóng lưới trên sân cỏ, năm 1910

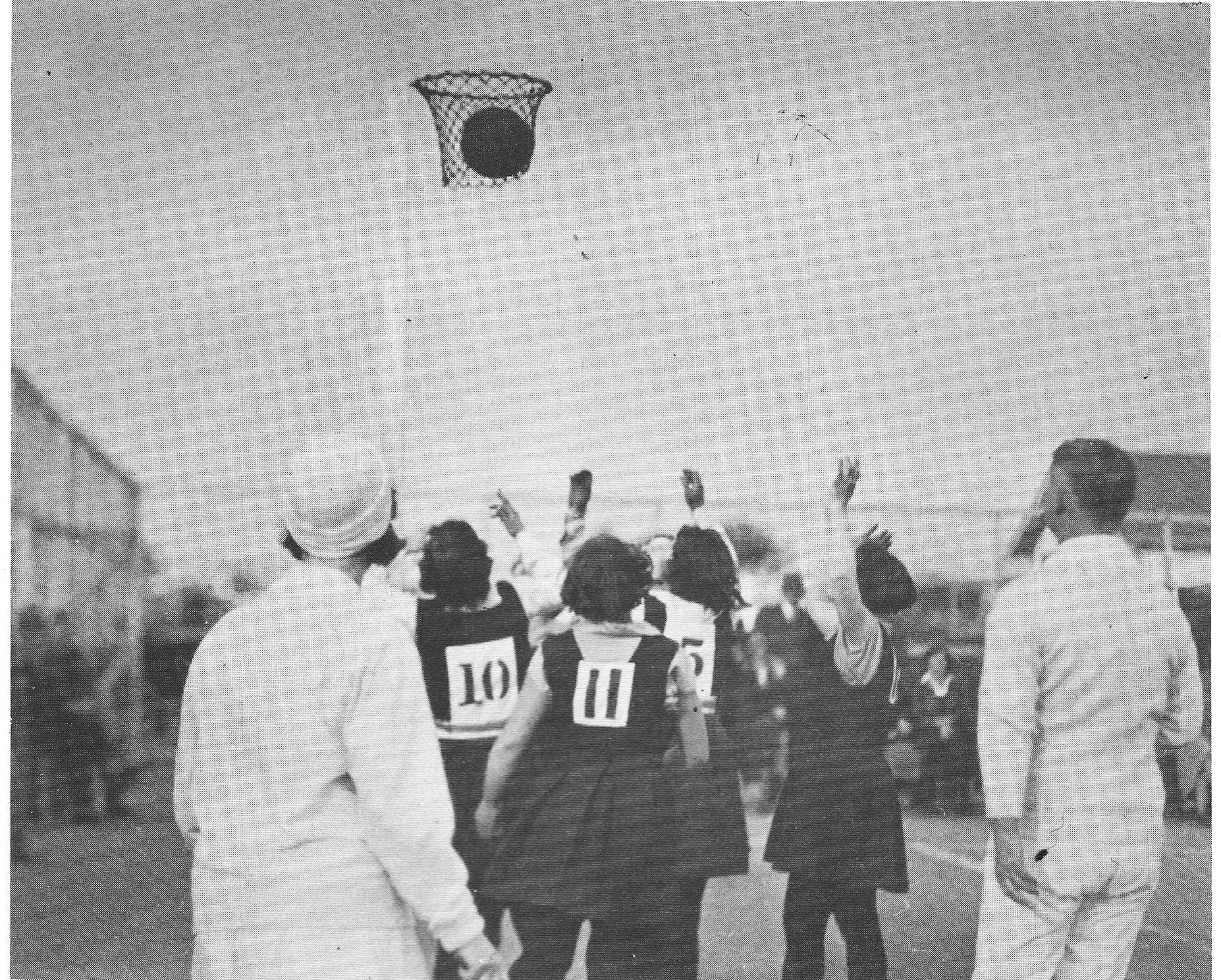
Ghi bàn trong một trận bóng lưới nữ ở New Zealand, khoảng thập niên 1920.

Ngay từ đầu, bóng lưới đã được coi là phù hợp với nữ giới; sự hạn chế di chuyển trong môn bóng lưới đã thu hút quan niệm đương đại về việc phụ nữ chơi thể thao, môn này cũng khác với các môn thể thao đối kháng của nam. Bóng lưới đã trở thành môn thể thao phổ biến cho nữ giới khi du nhập vào các quốc gia và nhanh chóng lan truyền trong hệ thống trường học. Các giải đấu trường học và giải thi đấu quốc gia xuất hiện vào nửa đầu thế kỷ 20, và năm 1924, cơ quan quản lý quốc gia đầu tiên về bộ môn bóng lưới được thành lập ở New Zealand. Việc thi đấu quốc tế lúc ban đầu bị cản trở do thiếu ngân khoản và luật chơi khác nhau giữa các nước. Trận bóng lưới quốc tế đầu tiên được tổ chức tại Melbourne vào ngày 20 tháng 8 năm 1938; Úc thắng New Zealand với tỉ số 40-11. Từ năm 1957 bắt đầu có những nỗ lực để chuẩn hóa luật chơi bóng lưới trên toàn cầu; đến năm 1960, luật chơi quốc tế được chuẩn hóa và Liên đoàn Bóng lưới và Bóng rổ Nữ Quốc tế (sau này là Liên đoàn Bóng lưới Quốc tế (INF)) được thành lập để quản lý môn thể thao này trên toàn thế giới.
Đại diện của Anh, Úc, New Zealand, Nam Phi và Tây Ấn họp lại năm 1960 tại Sri Lanka đã chuẩn hóa luật chơi. Bóng lưới lan sang các nước châu Phi khác trong thập niên 1970. Nam Phi bị cấm thi đấu quốc tế từ năm 1969 đến năm 1994 do phân biệt chủng tộc. Tại Hoa Kỳ, sự phổ biến của bóng lưới cũng gia tăng vào thập niên 1970, đặc biệt là ở khu vực New York; Hiệp hội Bóng lưới Hoa Kỳ được thành lập vào năm 1992. Trò chơi cũng trở nên phổ biến ở các quốc đảo Thái Bình Dương như Quần đảo Cook, Fiji và Samoa trong thập niên 1970. Netball Singapore (Tổ chức bóng lưới ở Singapore) ra đời năm 1962, và Hiệp hội Bóng lưới Malaysia được thành lập năm 1978.

Ở Úc, thuật ngữ women's basketball (bóng rổ nữ) từng được dùng để chỉ cả bóng lưới và bóng rổ nữ. Trong thập niên 1950 và 1960, ở Úc có phong trào vận động đổi tên từ women's basketball sang netball (bóng lưới) để tránh nhầm lẫn giữa hai môn thể thao này. Liên đoàn bóng rổ Úc đề nghị trả các chi phí liên quan để đổi tên, nhưng tổ chức bóng lưới lại từ chối thay đổi. Năm 1970, Hội đồng Hiệp hội Bóng lưới Toàn Úc đã chính thức đổi tên môn này thành "bóng lưới". Năm 1963, giải đấu quốc tế đầu tiên tổ chức tại Eastbourne, Anh. Ban đầu có tên là Giải thế giới (World Tournament), sau đó đổi thành Giải vô địch Bóng lưới Thế giới (World Netball Championships). Sau giải đấu đầu tiên này, một trong những nhà tổ chức là bà R. Harris phát biểu:
Nước Anh có thể học được những sai lầm trong quá khứ từ các khán đài trống trơn ở Eastbourne. Để thu hút công chúng và có được vị thế mong muốn, trò chơi phải thoát ra khỏi sân trường. Bóng lưới nên có mặt trong các trung tâm thể thao nơi tổ chức các sự kiện xã hội.

Giải vô địch Bóng lưới Thế giới được tổ chức bốn năm một lần kể từ đó. Giải vô địch Bóng lưới Trẻ Thế giới bắt đầu tại Canberra năm 1988 và cũng tiếp tục được tổ chức khoảng bốn năm một lần. Năm 1995, Ủy ban Olympic quốc tế công nhận Liên đoàn Bóng lưới Quốc tế. Ba năm sau, bóng lưới ra mắt trong Đại hội Thể thao Khối thịnh vượng chung năm 1998 tại Kuala Lumpur. Các cuộc tranh tài quốc tế khác cũng xuất hiện vào cuối thế kỷ 20, bao gồm Nations Cup (Cúp các quốc gia) và Giải vô địch Bóng lưới châu Á.

### Giới tính

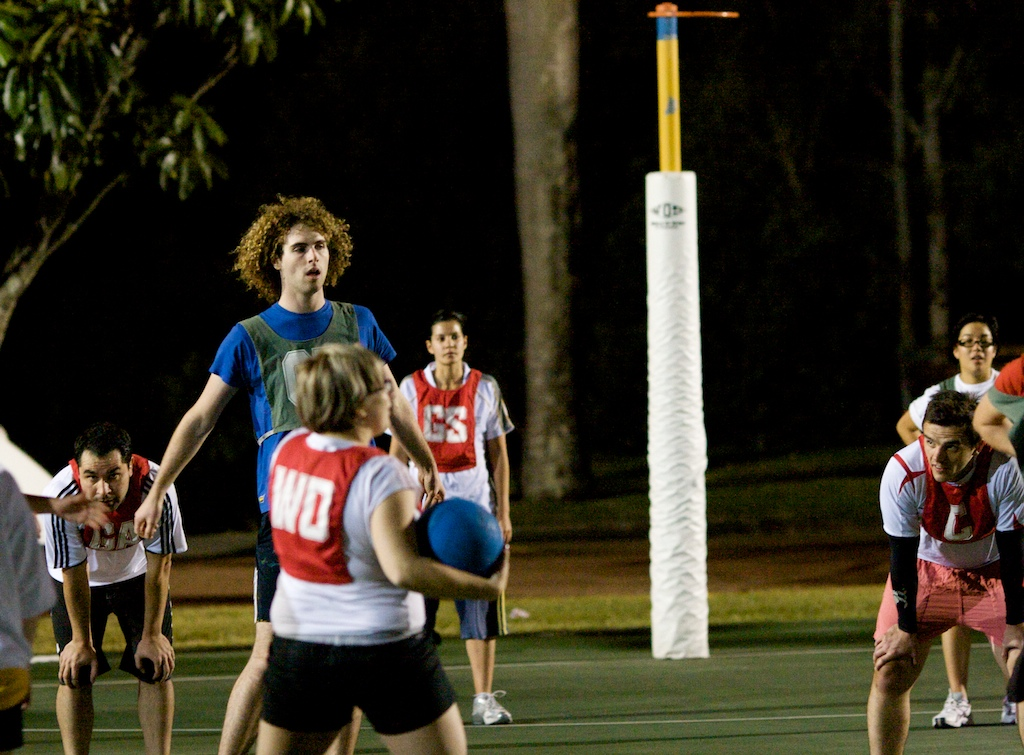
Nam và nữ cùng chơi trong một trận bóng lưới hỗn hợp tại Úc.

Năm 2006, Hiệp hội Bóng lưới Liên đoàn Quốc tế (gọi tắt là IFNA - tên trước đây của Liên đoàn Bóng lưới Quốc tế INF) chỉ công nhận bóng lưới dành cho nữ giới. Vẫn có các đội bóng lưới nam ở một số nơi nhưng ít được các nhà tài trợ và khán giả chú ý tới. Bóng lưới nam bắt đầu trở nên phổ biến ở Úc vào thập niên 1980 và giải vô địch nam đầu tiên được tổ chức vào năm 1985. Năm 2004, New Zealand và Fiji đã cử các đội tham dự Giải vô địch quốc gia dành cho nam và hỗn hợp của Úc. Đến năm 2006, các đội bóng lưới hỗn hợp ở Úc có nhiều thành viên nam ngang với môn bóng bầu dục. Các quốc gia khác có đội tuyển quốc gia nam bao gồm Canada, Fiji, Jamaica, Kenya, Pakistan và Các tiểu vương quốc Ả Rập thống nhất. Không giống như bóng lưới nữ chơi ở cấp độ thành tích cao và cấp quốc gia, các đội nam và giới tính hỗn hợp chủ yếu phải tự trang trải.
Một đội bóng lưới chuyển giới từ Indonesia đã thi đấu tại Gay Games (Giải thể thao đồng tính nam) 1994 ở thành phố New York. Đội đã từng là nhà vô địch quốc gia Indonesia. Tại Gay Games VI năm 2000 ở Sydney, bóng lưới và bóng chuyền là hai môn thể thao có tỷ lệ vận động viên chuyển giới tham gia cao nhất. Có tám đội bản địa thì bảy đội được xác định là chuyển giới. Họ đến từ những nơi như Đảo Palm ở phía bắc Queensland, Samoa, Tonga và Papua New Guinea. Các đội có người chơi chuyển giới được phép tham gia vào các nội dung bao gồm nam, hỗn hợp và chuyển giới nhưng không được phép thi đấu với các đội nữ bẩm sinh.

## Mô tả và luật chơi

Kích thước sân bóng lưới. Sân được chia thành ba phần và ở mỗi đầu là vòng ném rổ.

Mục tiêu của một trận đấu là ghi điểm nhiều hơn đối phương. Điểm được tính khi một cầu thủ trong "vòng ném rổ" đưa được bóng vào rổ. Rổ có đường kính 38 xentimét (15 in), ở độ cao 3,05 m (10,0 ft), không có bảng gắn sau. "Vòng ném rổ" có bán kính 4,9 mét (16 ft) ở mỗi đầu sân. Cột rổ nằm trong vòng ném rổ. Mỗi đội bảo vệ rổ bên mình và cố gắng đưa bóng vào rổ đội bạn. Sân bóng lưới dài 30,5 mét (100 ft), rộng 15,25 mét (50,0 ft), chiều dài sân được chia làm ba phần. Trái bóng lưới thường được làm bằng da hoặc cao su, có chu vi từ 68 đến 71 xentimét (27 đến 28 in) (đường kính~ 22 xentimét (8,7 in)) và nặng 397 đến 454 gam (14,0 đến 16,0 oz). Một trận đấu thông thường chia làm bốn hiệp, mỗi hiệp 15 phút.
Mỗi đội được phép có bảy cầu thủ trên sân. Mỗi cầu thủ được gán một vị trí cụ thể, từ đó chỉ được di chuyển giới hạn trong một phần sân nhất định. Trên áo cầu thủ có in một hoặc hai chữ viết tắt chỉ rõ vị trí này. Chỉ có hai vị trí được phép đứng trong vòng ném rổ mới có thể ghi điểm. Tương tự, chỉ có hai vị trí được phép phòng thủ trong vòng ném rổ phần sân mình để ngăn chặn đối phương ghi điểm. Các cầu thủ khác chỉ được di chuyển trong hai phần ba sân, ngoại trừ vị trí trung phong có thể di chuyển bất cứ nơi nào trên sân trừ vòng ném rổ.
Vào đầu mỗi hiệp và sau khi có bàn thắng, trận đấu bắt đầu lại bằng việc trung phong chuyền bóng từ giữa sân. Những "đường chuyền giữa sân" này xen kẽ giữa hai đội, bất kể trước đó đội nào ghi bàn. Khi trọng tài thổi còi ra hiệu bắt đầu, bốn cầu thủ mỗi đội có thể di chuyển vào phần ba trung tâm để nhận đường chuyền. Đường chuyền giữa sân phải được bắt hoặc chạm trong phần ba trung tâm. Sau đó, bóng được chuyền lên xuống và phải được chạm bởi một cầu thủ ở phần ba sân liền kề. Mỗi cầu thủ chỉ được giữ bóng trong ba giây. Bóng phải được thả trước khi chân đứng lại hoặc khi đập bóng nảy lên sân. Cầu thủ chỉ được phép đụng chạm nếu hành động đó không cản trở đối thủ hoặc tình huống trên sân. Khi cản đường chuyền hoặc cú ném rổ, cầu thủ phòng ngự phải cách đối phương có bóng ít nhất 90 xentimét (35 in). Nếu đụng chạm sai luật, cầu thủ vi phạm không được tham gia cho đến khi cầu thủ bị phạm lỗi đã chuyền bóng hoặc ném rổ. Nếu bóng được giữ bằng hai tay và bị rơi hoặc ném trượt, cầu thủ đó không được là người đầu tiên chạm bóng tiếp trừ khi lần đầu tiên bóng bật lại khỏi rổ.

## Biến thể

### Bóng lưới trong nhà
Bóng lưới trong nhà là một biến thể của bóng lưới, dành chơi riêng trong nhà với sân chơi thường có lưới bao quanh và phía trên. Lưới này ngăn không cho bóng bay khỏi sân, làm nhịp độ trận đấu nhanh hơn bằng cách giảm thời gian bóng chết.
Bóng lưới trong nhà cũng có các hình thức khác nhau. Thể thức đội-bảy-người được gọi là "bóng lưới hành động", mỗi bên có bảy cầu thủ với luật chơi tương tự như bóng lưới thông thường. Tuy nhiên, một trận đấu được chia thành hai hiệp 15 phút, thời gian nghỉ giữa hai hiệp là ba phút. Thể thức này được chơi ở Úc, New Zealand, Nam Phi và Anh.
Thể thức đội-sáu-người cũng được chơi ở New Zealand. Hai cầu thủ trung phong của mỗi đội có thể di chuyển toàn sân trừ vòng ném rổ; các cầu thủ còn lại chơi tấn công và phòng ngự bị giới hạn ở mỗi nửa sân, bao gồm cả vòng ném rổ. Các cầu thủ tấn công và trung phong có thể ghi bàn từ ngoài vòng ném rổ, mỗi trái được tính 2 điểm.
Thể thức đội-năm-người cũng khá phổ biến với bóng lưới trong nhà. Cầu thủ có thể di chuyển khắp sân, ngoại trừ vòng ném rổ cấm một số vị trí tấn công và phòng ngự nhất định.

### Fast5
Fast5 (ban đầu được gọi là Fastnet - bóng lưới nhanh) là một biến thể đẩy nhịp độ lên nhanh hơn và phù hợp với truyền hình hơn. World Netball Series cổ vũ biến thể này nhằm tăng cường hình ảnh môn bóng lưới trong công chúng và thu hút được nhiều khán giả và nguồn tài trợ lớn hơn. Mỗi trận đấu ngắn hơn nhiều, mỗi hiệp chỉ có sáu phút và nghỉ hai phút giữa các hiệp. Huấn luyện viên có thể chỉ đạo ngay trên đường biên khi đang thi đấu cũng như không hạn chế số lần thay người. Giống như bóng lưới trong nhà đội-sáu-người, cầu thủ tấn công có thể ghi bàn hai điểm từ ngoài vòng ném rổ. Mỗi đội có thể đề cử một hiệp "tăng lực", mỗi điểm ghi được sẽ được nhân đôi cho đội đó còn đội vừa nhận bàn thua sẽ thực hiện đường chuyền giữa sân.

### Dành cho trẻ em

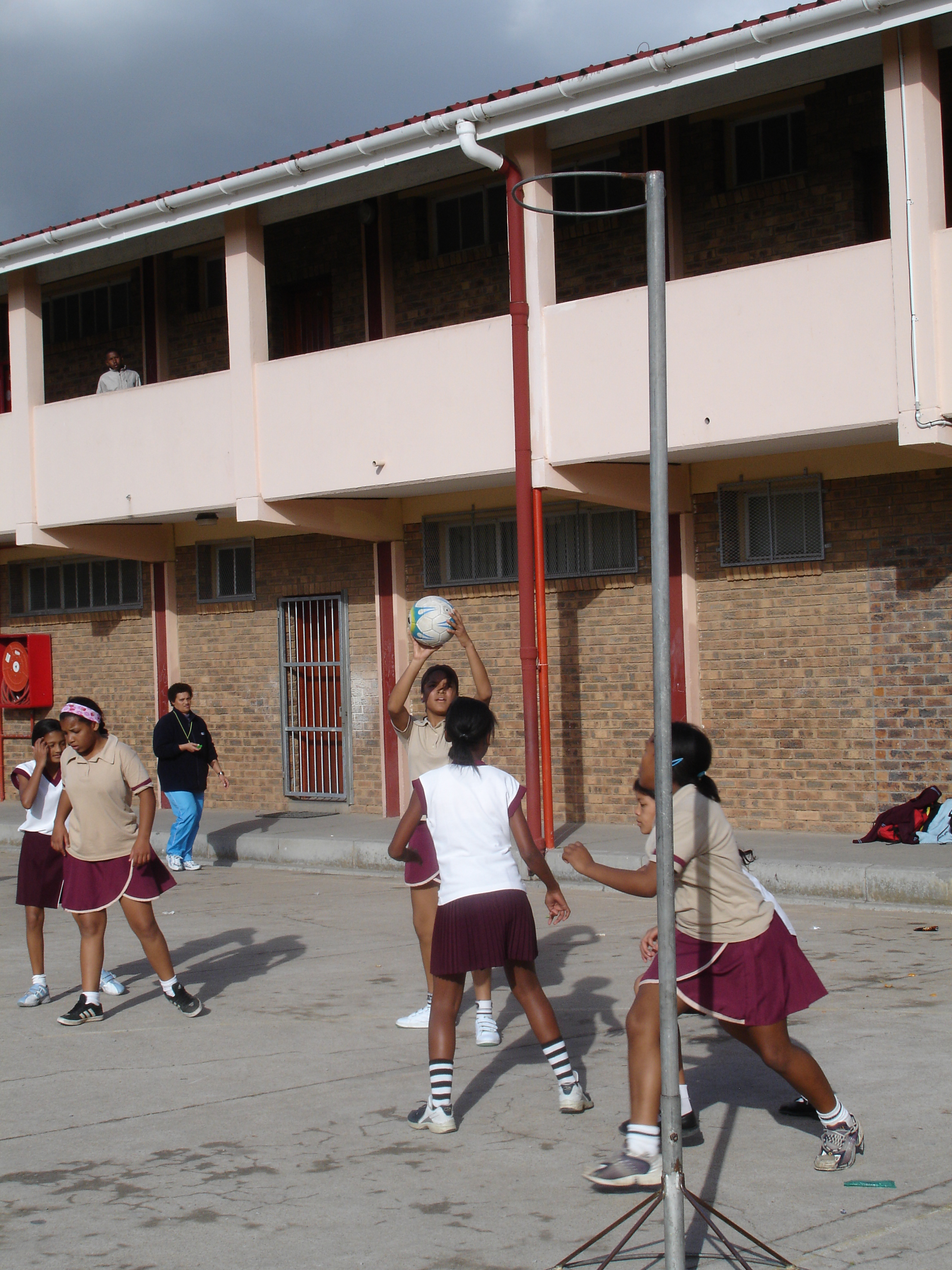
Trẻ em chơi bóng lưới ở Nam Phi

Bóng lưới đã được điều chỉnh phù hợp với trẻ em. Luật chơi cho trẻ em tương tự như của người lớn nhưng một số khía cạnh đã được điều chỉnh (chẳng hạn như thời gian mỗi hiệp, độ cao rổ và kích thước trái bóng).
Fun Net là phiên bản bóng lưới được Netball Australia (tổ chức bóng lưới tại Úc) phát triển dành cho trẻ em từ năm đến bảy tuổi. Mục đích nhằm cải thiện kỹ năng bóng lưới cơ bản bằng thi đấu và hoạt động. Chương trình Fun Net dài 8-16 tuần, không có kẻ thắng người thua. Rổ cao 2,4 mét (7 ft 10 in) và dùng trái bóng nhỏ hơn.
Netball Australia cũng thực hiện một phiên bản chỉnh sửa đặt tên là Netta dành cho trẻ 8-11 tuổi. Chiều cao rổ và kích thước bóng giống như của người lớn, nhưng cầu thủ được luân chuyển vị trí trong trận đấu, cho phép mỗi cầu thủ chơi từng vị trí. Netta ra đời nhằm phát triển kỹ năng chuyền bóng và bắt bóng. Luật riêng Netta cho phép giữ bóng sáu giây từ khi bắt đến khi chuyền bóng đi thay vì ba giây tiêu chuẩn. Hầu hết trẻ dưới 11 tuổi đều chơi phiên bản này tại câu lạc bộ bóng lưới.
Phiên bản High Five Netball được Hiệp hội Bóng lưới toàn Anh quảng bá, nhắm đến các bé gái từ 9 đến 11 tuổi và chỉ có năm vị trí. Các cầu thủ được đổi vị trí trong trận. Khi không chơi trên sân, cầu thủ vẫn có thể tham gia các việc khác như kiểm soát thời gian và báo điểm. High Five Netball có bốn hiệp, mỗi hiệp sáu phút.

## Quản trị
Tổ chức quản lý bóng lưới quốc tế được công nhận là Liên đoàn Bóng lưới Quốc tế (INF), có trụ sở tại Manchester, Anh. Được thành lập vào năm 1960, ban đầu có tên là Liên đoàn Bóng lưới và Bóng rổ Nữ Quốc tế. INF chịu trách nhiệm tổng hợp bảng xếp hạng các đội tuyển quốc gia, duy trì luật bóng lưới và tổ chức các giải đấu quốc tế lớn.
Tính đến tháng 7 năm 2020, INF có 53 thành viên chính thức và 19 thành viên liên kết ở năm khu vực (châu Phi, châu Mỹ, châu Á, châu Âu và châu Đại Dương) do các liên đoàn khu vực quản lý.
INF liên kết với Hiệp hội Liên đoàn Thể thao Quốc tế, Hiệp hội Thể thao Thế giới Quốc tế và Hiệp hội Liên đoàn Thể thao Quốc tế được IOC công nhận. Liên đoàn cũng ký kết với Cơ quan phòng chống doping thế giới.

## Thi đấu quốc tế

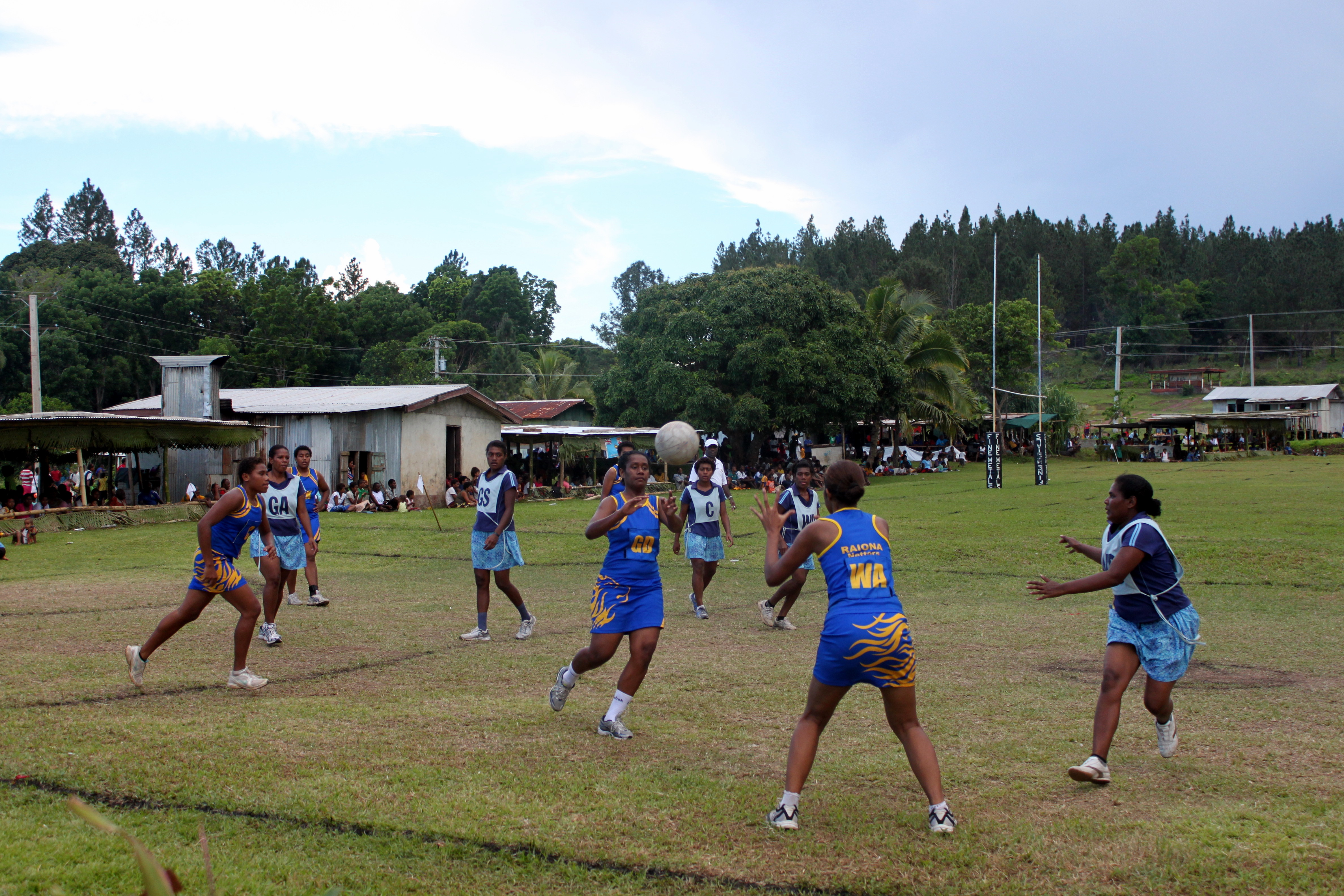
Đường chuyền bóng trong một trận bóng lưới nữ ở Fiji

Bóng lưới là môn thể thao phổ biến ở các quốc gia thuộc Khối thịnh vượng chung. Các thực thể không thuộc Khối thịnh vượng chung với tư cách thành viên đầy đủ của INF bao gồm Thụy Sĩ, Đài Loan (với tên gọi Đài Bắc Trung Hoa), Thái Lan, Argentina, Bermuda, Quần đảo Cayman và Hoa Kỳ, cùng với các cựu thành viên Khối thịnh vượng chung là Zimbabwe, Ireland và Hồng Kông. Theo INF, có hơn 20 triệu người chơi bóng lưới ở hơn 80 quốc gia. Các giải đấu quốc tế được tổ chức hàng năm hoặc bốn năm một lần trong mỗi khu vực INF. Các giải đấu trường học và giải các câu lạc bộ quốc gia được tổ chức ở Anh, Úc, New Zealand và Jamaica từ đầu thế kỷ 20. Các giải đấu bóng lưới dựa trên nhượng quyền thương mại mới xuất hiện từ thập niên 1990. Các giải đấu này đã tìm cách tăng cường hình ảnh môn bóng lưới ở các nước tham gia. Mặc dù được các địa phương quan tâm rộng rãi, người chơi chủ yếu vẫn là nghiệp dư.
Bóng lưới lần đầu tiên được đưa vào Commonwealth Games 1998 (Giải thể thao Khối thịnh vượng chung) và trở thành môn thi đấu chính thức từ đó; hiện là một trong những môn thể thao "cốt lõi" tại giải đấu này.
Giải đấu quốc tế lớn ở châu Phi do Liên đoàn Bóng lưới châu Phi tổ chức, mời các đội Botswana, Namibia, Zambia, Malawi, Nam Phi, Lesotho, Swaziland (nay là Eswatini), Zimbabwe và Seychelles tham gia. Giải do một quốc gia trong khu vực tổ chức với sự tham gia của các đội tuyển chính và U21. Giải này được coi vòng loại cho Giải vô địch thế giới. Năm 2011, Nam Phi đã phát động một giải đấu trong nước mới gọi là Netball Grand Series, quy tụ tám đội nhằm mục đích có thêm thời gian thi đấu cọ xát cho các cầu thủ. Giải kéo dài 17 tuần và thay thế cho Giải bóng lưới quốc gia vốn chỉ có hai tuần. Theo đội trưởng Elsje Jordaan của Proteas, hy vọng rằng giải đấu sẽ tạo cơ hội cho cầu thủ bước vào chuyên nghiệp.

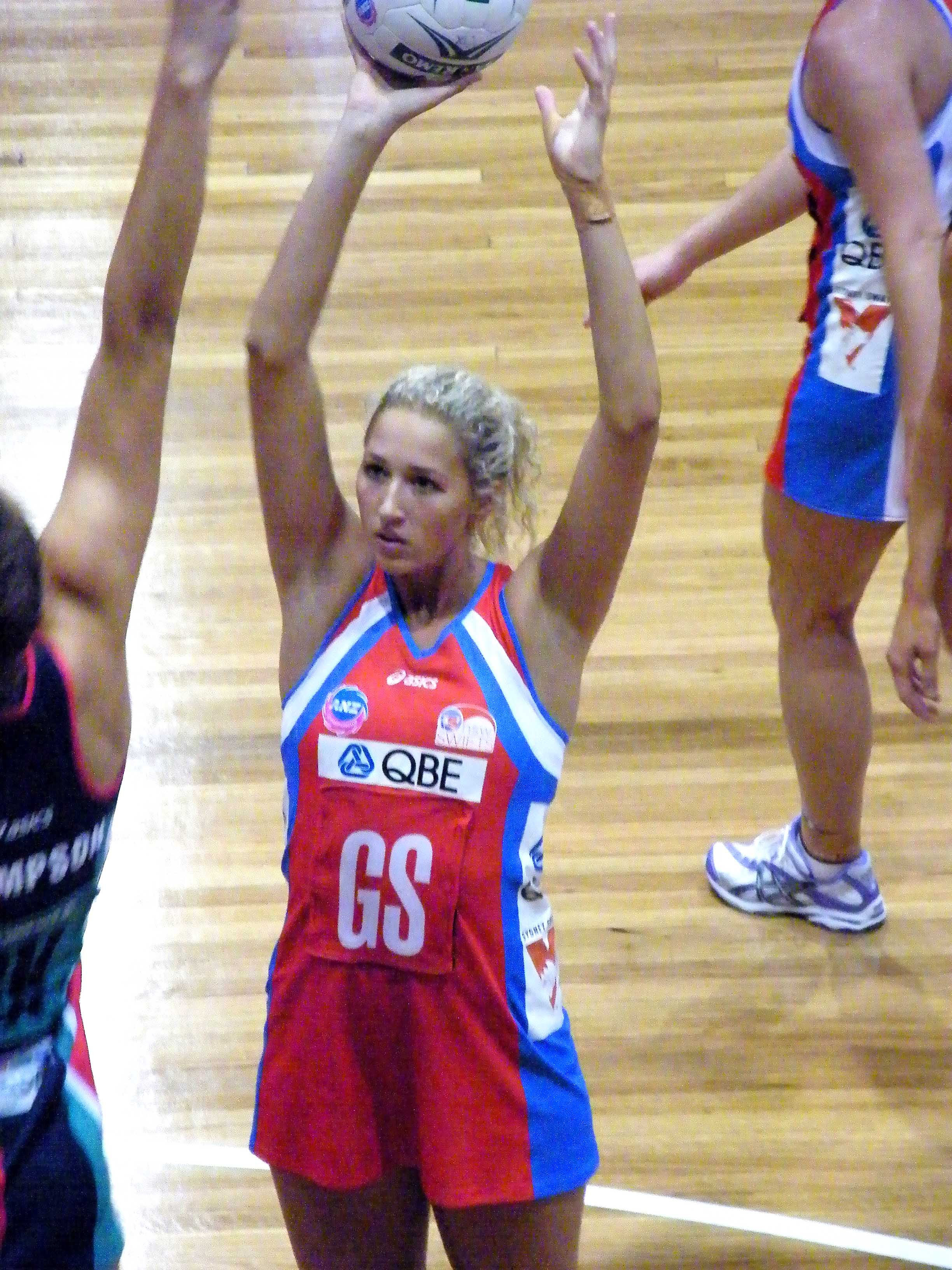
Erin Bell đội New South Wales Swifts (đỏ) chuẩn bị ném rổ trong trận đấu với Melbourne Vixens.

Liên đoàn bóng lưới Châu Mỹ (American Federation of Netball Associations - AFNA) tổ chức hai giải đấu mỗi năm: Giải vô địch bóng lưới Caribbe (CNA) dưới 16 tuổi và Giải vô địch AFNA (AFNA Senior Championship). Giải vô địch CNA chia làm hai cấp các đội thuộc quần đảo Caribbe. Trong năm 2010, năm đội thi đấu theo thể thức vòng tròn hai lượt trong Cấp vô địch, trong khi bốn đội thi đấu ở Cấp phát triển. Jamaica, dù chỉ thua một trận, đã quyết định không tham dự năm 2011. Giải vô địch AFNA bao gồm Canada và Mỹ cùng với các quốc gia Caribbe. Giải đóng vai trò là vòng loại cho Giải vô địch thế giới. Jamaica với thứ hạng cao nên không phải đấu loại, dành hai suất cho các đội khác.
Giải vô địch Bóng lưới châu Á lần đầu tiên tổ chức vào năm 1985, bảy lần đầu tiên được tổ chức bốn năm một lần và đổi thành hai năm một lần từ năm 2012. Giải châu Á lần thứ 11 được tổ chức vào năm 2018 tại Singapore quy tụ 12 đội tham dự, Sri Lanka giành chức vô địch. Ngoài ra còn có Giải vô địch Bóng lưới trẻ châu Á dành cho nữ dưới 21 tuổi, lần thứ 11 được tổ chức vào năm 2019 tại Nhật Bản, Malaysia lên ngôi vô địch.
Giải đấu lớn ở châu Âu là Netball Superleague, có 10 đội đến từ Anh, xứ Wales và Scotland. Giải đấu bắt đầu từ năm 2005. Các trận đấu được phát trên kênh Sky Sports.
Bóng lưới được chơi tại Pacific Games, một sự kiện thể thao với sự góp mặt của 22 quốc gia quanh Nam Thái Bình Dương. Sự kiện này được tổ chức bốn năm một lần và có 12 môn chính thức; nước chủ nhà được chọn bốn môn còn lại. Bóng lưới không nằm trong các môn chính thức và có thể không được chọn, đặc biệt khi tổ chức tại các vùng lãnh thổ cũ của Pháp hoặc Hoa Kỳ.
Giải vô địch ANZ là giải đấu Xuyên biển Tasman 2008-2016 được truyền hình ở cả New Zealand và Úc. Có mười đội tham gia từ Úc và New Zealand. Giải xuất hiện vào tháng 4 năm 2008, sau Cúp Ngân hàng Liên bang Úc và Cúp Ngân hàng Quốc gia New Zealand là các giải hàng đầu trước đó của mỗi quốc gia. Giải đấu hàng năm diễn ra từ tháng 4 đến tháng 7 trong 17 tuần gồm 69 trận đấu. Giải vô địch ANZ chứng kiến bóng lưới trở thành môn thể thao bán chuyên nghiệp ở cả hai quốc gia với sự gia tăng mức độ truyền thông và mức lương của cầu thủ. Từ năm 2017, giải đấu này đã được thay thế bằng các giải đấu mới là Suncorp Super Netball (Úc) và ANZ Premiership (New Zealand).

## Các giải vô địch chính
Có bốn giải đấu bóng lưới quốc tế lớn: Netball World Cup, nội dung Bóng lưới tại Commonwealth Games, Netball Quad Series và Fast5 Netball World Series.
Quan trọng nhất là Giải vô địch Bóng lưới Thế giới (còn được gọi là Netball World Cup) được tổ chức bốn năm một lần. Giải được tổ chức lần đầu tiên vào năm 1963 tại Cao đẳng Giáo dục thể chất Chelsea ở Eastbourne, Anh, với 11 nước tham dự. Kể từ khi ra đời, giải chủ yếu do Úc và New Zealand thống trị khi lần lượt giành 11 và 5 danh hiệu vô địch. Duy nhất có Trinidad và Tobago ngoài hai đội trên giành được một danh hiệu vô địch năm 1979. Nhưng danh hiệu đó thực ra cũng phải chia sẻ với New Zealand và Úc khi cả ba đội đều có số điểm bằng nhau vào cuối lượt vòng tròn, mà sau đó không có vòng chung kết.
Fast5 Netball World Series là giải đấu sáu đội tuyển bóng lưới quốc gia hàng đầu theo Bảng xếp hạng INF. Giải do INF tổ chức kết hợp với các cơ quan quản lý bóng lưới quốc gia của sáu đội tuyển, UK Sport và hội đồng thành phố chủ nhà. Hiệp hội Bóng lưới Toàn Anh chi trả vé máy bay, khách sạn, bữa ăn và đi lại tại địa điểm thi đấu cho tất cả các đội, còn các cơ quan quản lý bóng lưới quốc gia lo chi trả các khoản phụ cấp cho cầu thủ của mình. Giải diễn ra trong ba ngày, hai ngày đầu là đấu vòng tròn, mỗi đội gặp nhau một lần. Bốn đội có số điểm cao nhất được vào bán kết; hai đội thắng gặp nhau trong trận chung kết. Giải đấu áp dụng luật bóng lưới nhanh (fastnet) được chỉnh sửa. Định dạng mới cho thời gian trận đấu ngắn hơn cùng với các chỉnh sửa để thu hút khán giả trên sân cũng như trên truyền hình.
Năm 1995, bóng lưới được công nhận là môn thể thao Thế vận hội sau 20 năm vận động hành lang. Mặc dù chưa bao giờ được chơi tại Thế vận hội mùa hè, các chính trị gia và các nhà quản lý vận động để đưa bóng lưới trở thành môn thi đấu chính thức. Cộng đồng bóng lưới coi việc không có mặt trong các môn thi đấu tại Thế vận hội là trở ngại phát triển toàn cầu của bóng lưới khi bị giới hạn tài trợ và không được truyền thông chú ý. Ngay khi được công nhận vào năm 1995, bóng lưới đã nhận được một số nguồn tài trợ, bao gồm Ủy ban Olympic quốc tế, các ủy ban Olympic quốc gia, các tổ chức thể thao quốc gia và một số chính quyền địa phương.

## Chấn thương

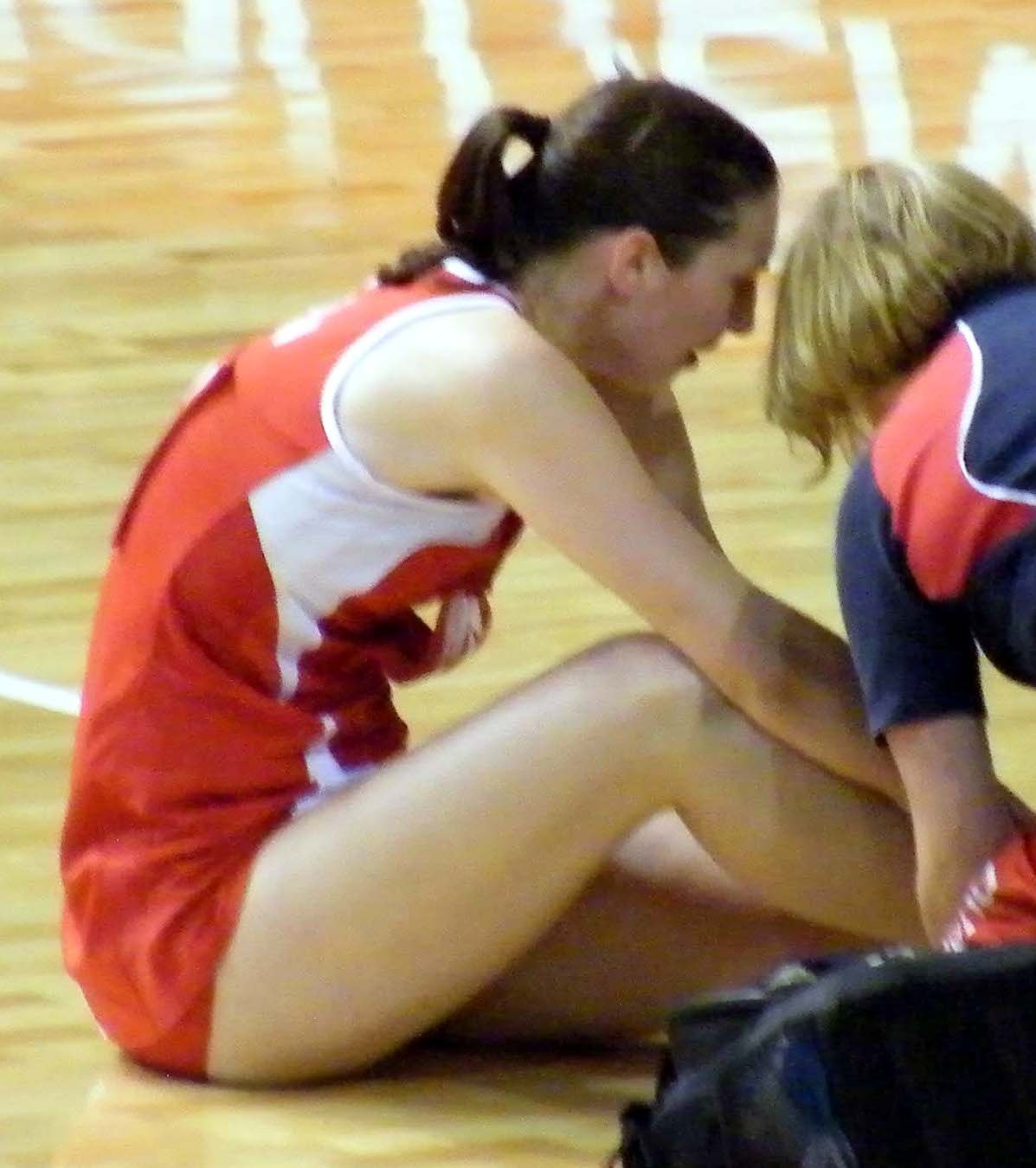
Rachel Dunn (đội Anh) bị chấn thương mắt cá chân, Adelaide, tháng 10 năm 2008

Một nghiên cứu cho thấy với hơn 14 tuần có khoảng 5% người chơi bị chấn thương. Chấn thương phổ biến nhất là ở mắt cá chân (thường là trật mắt cá chân hoặc ít gặp hơn là gãy xương mắt cá chân). Chấn thương đầu gối như chấn thương dây chằng chéo trước ít xảy ra hơn. Nguyên nhân chính gây chấn thương được cho là do tiếp đất sai. Một nghiên cứu khác thì cho rằng không khởi động cũng là yếu tố rủi ro gây chấn thương. Hội chứng tăng động khớp có liên quan đến chấn thương trong một nghiên cứu nhỏ. Người chơi trình độ cao dễ bị chấn thương hơn do cường độ cao và nhịp độ thi đấu nhanh.
Tháng 10 năm 2014, Casey Kopua bị đứt gân bánh chè ở đầu gối trái và phải nghỉ thi đấu 6 tháng. Tháng 10 năm 2005, đội trưởng Úc là Liz Ellis bị đứt dây chằng khớp gối trong trận đấu với New Zealand. Chấn thương này khiến cô không còn cơ hội chơi tại Commonwealth Games Melbourne năm 2006.